# Fox (månekrater)
 For alternative betydninger, se Fox. (Se også artikler, som begynder med Fox)
Fox er et nedslagskrater på Månen. Det befinder sig på Månens bagside og er opkaldt efter den amerikanske astronom Philip Fox (1878 – 1944).
Navnet blev officielt tildelt af den Internationale Astronomiske Union (IAU) i 1973. 

## Omgivelser
Foxkrateret ligger nær den nordlige rand af Wyldkrateret og sydøst for Babcockkrateret.

## Karakteristika
Krateret er skålformet med en næsten cirkulær rand, skrånende indre vægge og en forholdsvis jævn kraterbund uden særlige landskabstræk. Der ses noget talus langs den indre vægs nordside.

## Satellitkratere
De kratere, som kaldes satellitter, er små kratere beliggende i eller nær hovedkrateret. Deres dannelse er sædvanligvis sket uafhængigt af dette, men de får samme navn som hovedkrateret med tilføjelse af et stort bogstav. På kort over Månen er det en konvention at identificere dem ved at placere dette bogstav på den side af satellitkraterets midte, som ligger nærmest hovedkrateret. Foxkrateret har følgende satellitkratere:
| Fox | Længde | Bredde  | Diameter |
| --- | ------ | ------- | -------- |
| A   | 1,5° N | 98,3° Ø | 13 km    |